# Benice (powiat Martin)
Benice – wieś (obec) w północnej Słowacji, w powiecie Martin, w kraju żylińskim. Pierwsza pisemna wzmianka o miejscowości pochodzi z roku 1267.